# Rally Acrópolis de 2017
El Rally Acrópolis de 2017 fue la 63.ª edición y la tercera ronda de la temporada 2017 del Campeonato de Europa de Rally. Se celebró del 2 al 4 de mayo y contó con un itinerario de doce tramos sobre tierra que sumaban un total de 229,58 km cronometrados.

## Itinerario
| Día   | Tramo | Nombre           | Distancia | Hora  | Ganador              | Automóvil      | Tiempo  | Líder                |
| ----- | ----- | ---------------- | --------- | ----- | -------------------- | -------------- | ------- | -------------------- |
| Día 1 | TC1   | Gravia 1         | 24.81 km  | 10:08 | Nikolay Gryazin      | Škoda Fabia R5 | 21:26.8 | Nikolay Gryazin      |
| Día 1 | TC2   | Amfissa 1        | 14.21 km  | 11:01 | Kajetan Kajetanowicz | Ford Fiesta R5 | 9:37.6  | Nikolay Gryazin      |
| Día 1 | TC3   | Paleohori 1      | 12.43 km  | 12:04 | Kajetan Kajetanowicz | Ford Fiesta R5 | 9:12.5  | Nikolay Gryazin      |
| Día 1 | TC4   | Gravia 2         | 24.81 km  | 14:47 | Nasser Al-Attiyah    | Ford Fiesta R5 | 21:04.7 | Nikolay Gryazin      |
| Día 1 | TC5   | Amfissa 2        | 14.21 km  | 15:40 | Bruno Magalhães      | Škoda Fabia R5 | 9:32.1  | Nikolay Gryazin      |
| Día 1 | TC6   | Paleohori 2      | 12.43 km  | 16:43 | Kajetan Kajetanowicz | Ford Fiesta R5 | 9:03.7  | Nasser Al-Attiyah    |
| Día 2 | TC7   | Eleftherochori 1 | 17.87 km  | 08:55 | Kajetan Kajetanowicz | Ford Fiesta R5 | 11:53.0 | Bruno Magalhães      |
| Día 2 | TC8   | Rengini 1        | 11.61 km  | 09:48 | Nasser Al-Attiyah    | Ford Fiesta R5 | 8:45.4  | Bruno Magalhães      |
| Día 2 | TC9   | Elatia/Karya 1   | 33.86 km  | 10:16 | Nasser Al-Attiyah    | Ford Fiesta R5 | 24:22.2 | Kajetan Kajetanowicz |
| Día 2 | TC10  | Eleftherochori 2 | 17.87 km  | 13:06 | Kajetan Kajetanowicz | Ford Fiesta R5 | 11:17.4 | Kajetan Kajetanowicz |
| Día 2 | TC11  | Rengini 2        | 11.61 km  | 13:59 | Kajetan Kajetanowicz | Ford Fiesta R5 | 8:39.0  | Kajetan Kajetanowicz |
| Día 2 | TC12  | Elatia/Karya 2   | 33.86 km  | 14:27 | Kajetan Kajetanowicz | Ford Fiesta R5 | 24:23.7 | Kajetan Kajetanowicz |

## Clasificación final
| Pos. | Piloto                | Copiloto             | Automóvil                | Tiempo    | Diferencia |     |
| ERC  | ERC                   | ERC                  | ERC                      | ERC       | ERC        | ERC |
| ---- | --------------------- | -------------------- | ------------------------ | --------- | ---------- | --- |
| 1    | Kajetan Kajetanowicz  | Jarosław Baran       | Škoda Fabia R5           | 2:50:40.6 | 0.0        |     |
| 2    | Bruno Magalhães       | Hugo Magalhães       | Škoda Fabia R5           | 2:52:39.3 | +1:58.7    |     |
| 3    | Grzegorz Grzyb        | Jakub Wróbel         | Škoda Fabia R5           | 2:55:45.9 | +5:05.3    |     |
| 4    | Alexandros Tsouloftas | Denis Giraudet       | Citroën DS3 R5           | 2:58:28.9 | +7:48.3    |     |
| 5    | Socratis Tsolakidis   | Harris Dimos         | Škoda Fabia R5           | 3:06:29.8 | +15:49.2   |     |
| 6    | Zelindo Melegari      | Maurizio Barone      | Mitsubishi Lancer Evo IX | 3:10:46.2 | +20:05.6   |     |
| 7    | Vassilis Drimousis    | Panayiotis Drimousis | Subaru Impreza STi       | 3:15:24.1 | +24:43.5   |     |
| 8    | Bugra Banaz           | Burak Erdener        | Ford Fiesta R2T          | 3:15:46.6 | +25:06.0   |     |
| 9    | Ümit Can Özdemir      | Batuhan Memisyazici  | Ford Fiesta R2T          | 3:17:26.0 | +26:45.4   |     |
| 10   | Tibor Érdi jun.       | György Papp          | Mitsubishi Lancer Evo X  | 3:19:51.8 | +29:11.2   |     |